# Adobe Document Cloud
Adobe Document Cloud是Adobe推出的一项免费的雲端PDF存儲服務，用戶可在Adobe Document Cloud網頁版中存储、查看和共享PDF文件；也可以通過Adobe Acrobat上傳或查看Adobe Document Cloud中的文件。该服务提供2GB的免费存储空间。 
用戶可以通過付费来升级此免费服务，付費後可以在Adobe Document Cloud上直接編輯编辑PDF；將Microsoft Office的文件轉換為PDF；添加密码保护等功能。 

## 外部鏈接
- Official Website （页面存档备份，存于）
- Adobe Document Cloud Portal（页面存档备份，存于）
- Upgrade Options（页面存档备份，存于）